# Abborratjärnen (Mårdaklevs socken, Västergötland)
Abborratjärnen är en sjö i Svenljunga kommun i Västergötland och ingår i Ätrans huvudavrinningsområde.